# Heinrich Kositzki
Heinrich Kositzki (* 18. Dezember 1904 in Witten; † 11. Juli 1972) war ein deutscher Politiker (SPD). Er war von 1950 bis 1966 Mitglied des Landtags von Nordrhein-Westfalen.

## Leben
Heinrich Kositzki besuchte die Volksschule und absolvierte anschließend eine Handwerkslehre. Von 1923 bis 1945 arbeitete er als Modellschreiner. Nach 1948 war er Angestellter eines Zeitungsverlages. 
Kositzki trat 1923 der SPD bei und war seit diesem Jahr Mitglied des Deutschen Metallarbeiterverbandes. Er war ein Mitbegründer des Reichsbanners Schwarz-Rot-Gold. Im Jahr 1945 wurde Kositzki Gemeindebürgermeister in Wengern, von Februar 1947 bis Dezember 1952 dann Amtsbürgermeister in Volmarstein. Seit 1948 war er Mitglied des Kreistags Ennepe-Ruhr. 
Kositzki wurde von der 2. bis zur 5. Wahlperiode als Direktkandidat im Wahlkreis 124 (Ennepe-Ruhr-Kreis-Nord) in den nordrhein-westfälischen Landtag gewählt, er war Abgeordneter vom 5. Juli 1950 bis 23. Juli 1966.